# Římskokatolická farnost Jamné u Jihlavy
Římskokatolická farnost Jamné u Jihlavy je územní společenství římských katolíků s farním kostelem Nalezení svatého Kříže v děkanství jihlavském.

## Historie farnosti
Kostel Nalezení svatého Kříže byl postaven na místě původní kaple v letech 1702–1705. Roku 1784 byl kostel povýšen na lokální, ovšem kněz tu kvůli nedostatku finančních prostředků nesídlil a farníci chodili stále do Zhoře. Kněz tu působil až od 1. února 1826, od té doby se také vede farní matrika.

## Duchovní správci
Administrátorem excurrendo byl od srpna 2013 do července 2014 P. Mgr. Grzegorz Bajon, OFMConv. Od 1. srpna 2014 byl farářem ustanoven R. D. Mgr. Zdeněk Veith.

## Bohoslužby
| Kostel                 | Místo | Bohoslužba (den)                         | Hodina                           | Poznámka     |
| ---------------------- | ----- | ---------------------------------------- | -------------------------------- | ------------ |
| Nalezení svatého Kříže | Jamné | neděle středa pátek sobota (1. v měsíci) | 8.00 16.15 16.15 (pro děti) 8.30 | farní kostel |

## Aktivity ve farnosti
Každé pondělí se na faře koná setkání hnutí Modlitby matek. Schola se schází na faře v pátek po odpolední bohoslužbě, každou sobotu se setkává na faře společenství mládeže (spolčo).
Dnem vzájemných modliteb farností za bohoslovce a bohoslovců za farnosti brněnské diecéze je 27. říjen. Adorační den připadá na nejbližší neděli po 15. dubnu.
Každoročně se ve farnosti koná tříkrálová sbírka. V roce 2015 se při ní vybralo 20 527 korun. Výtěžek v roce 2017 dosáhl 15 729 korun.